# Civana Kuhlmann
Civana Grace Kuhlmann (Centennial, 14 de abril de 1999) es una jugadora de fútbol profesional estadounidense que juega como delantera del Washington Spirit en la National Women's Soccer League.

## Primeros años de vida
Kuhlmann es originaria de Centennial, Colorado. Jugó fútbol juvenil en Colorado Rush.

## Carrera universitaria
Jugó fútbol universitario en Stanford de 2017 a 2021, y en Colorado en 2022.
Stanford llegó a la final del torneo de fútbol femenino de la División I de la NCAA de 2017 y derrotó a los UCLA Bruins por 3-2 en el partido por el campeonato.
La carrera universitaria de Kuhlmann se vio afectada por múltiples lesiones. En agosto de 2019, se rompió el ligamento cruzado anterior (LCA) y el menisco medial, y se sometió a una cirugía de rodilla para reparar su ligamento cruzado anterior. En marzo de 2020, se sometió a una segunda cirugía de rodilla para reparar su menisco.  Su regreso al fútbol se vio aún más afectado por la pandemia de COVID-19; el 11 de agosto de 2020, Pac-12 anunció el aplazamiento de todos los deportes hasta finales de 2020. Fue absuelta en noviembre de 2020, y regresó al campo el 19 de febrero de 2021, anotando un gol de penalti en la victoria inaugural de la temporada de Stanford contra Pepperdine.
Kuhlmann se sometió a una cirugía de cadera derecha en julio de 2021 para reparar un labrum desgarrado y una microfractura, y se sometió a una cirugía de cadera izquierda en febrero de 2022.
En total, Kuhlmann se sometió a cuatro cirugías durante su carrera universitaria en Stanford.
En julio de 2022, Kuhlmann se trasladó a Colorado. En la temporada 2022, registró 12 goles y seis asistencias, sumando 30 puntos que la empataron en el segundo lugar en la historia del equipo con Jorian Baucom y Taylor Kornieck.

## Carrera profesional

### Carrera de clubes
El 12 de enero de 2023, Kuhlmann fue seleccionado por el Washington Spirit en el Draft de la NWSL de 2023. El 8 de marzo, firmó con el Spirit un contrato de dos años con una opción de equipo para 2025. Kuhlmann hizo su primera apertura profesional el 19 de abril de 2023, en el partido de la Copa Desafío NWSL 2023 de Washington contra NJ/NY Gotham FC. En julio de 2023, sufrió una lesión en la rodilla que puso fin a su temporada durante un entrenamiento.

### Carrera internacional
Kuhlmann representó a la selección sub-17 de Estados Unidos en el Campeonato Femenino Sub-17 de Concacaf de 2013. El 31 de octubre de 2013, se convirtió en la jugadora más joven en anotar con la selección estadounidense sub-17. También representó a la selección estadounidense sub-17 en el Campeonato Femenino Sub-17 de la Concacaf de 2016, y en la Copa Mundial Femenina Sub-17 de la FIFA de 2016, convirtiéndose en la primera jugadora estadounidense en anotar un triplete en una copa mundial femenina de fútbol sub-17 de la FIFA.
Kuhlmann también representó a la selección sub-20 de Estados Unidos en el Campeonato Femenino Sub-20 de CONCACAF 2018, y a la selección sub-23 de Estados Unidos en el Torneo La Manga 2019.

## Vida personal
Kuhlmann tiene una hermana mayor, Ciara, que jugó fútbol universitario en Midland.